# Ralph H. Baer
Ralph Baer nombre de nacimiento Rudolf Heinrich Baer (Pirmasens, Renania-Palatinado, 8 de marzo en 1922-Manchester (Nuevo Hampshire), 6 de diciembre de 2014) fue un ingeniero, pionero de los videojuegos e inventor germano-estadounidense. Es conocido como «el Padre de los videojuegos», siendo reconocido por sus grandes contribuciones a los juegos y la industria de los videojuegos. En 2006, se le otorgó la Medalla Nacional de Tecnología por "su trascendental y pionera creación, desarrollo y comercialización de videojuegos interactivos, que generó numerosos usos, aplicaciones y grandes industrias tanto en el campo del entretenimiento como en el campo de la educación".

## Biografía
Cuando Ralph tenía once años, fue expulsado de su escuela en Alemania por ser judío, por lo que tuvo que ir a una escuela totalmente judía. Su padre trabajó en una fábrica de zapatos de Pirmasens por un tiempo. Dos meses antes de la Noche de los cristales rotos, su familia se escapó de Alemania con él. En Estados Unidos, fue autodidacta (estudió por su propia cuenta) y trabajó en una fábrica por un salario semanal de doce dólares. Se graduó en el Instituto Nacional de Radio como técnico de servicio de radio en 1940. En 1943 fue reclutado para luchar en la Segunda Guerra Mundial, siendo asignado a la inteligencia militar en la sede del Ejército de los Estados Unidos en Londres.
Baer se graduó con una licenciatura en Ciencias en Ingeniería de Televisión (única en su momento) del Instituto de Televisión Estadounidense de Tecnología en Chicago. 
En 1949, Baer se fue a trabajar como ingeniero jefe de una pequeña empresa de electroequipos médicos. Fue en Wappler Inc. donde diseñó y construyó máquinas de corte quirúrgico, depiladoras y equipos de tonificación de músculos mediante generación de impulsos de baja frecuencia. En 1951, Baer trabajó como ingeniero jefe para Loral Electronics en el Bronx, Nueva York, donde diseñó equipos de señalización para líneas de alta tensión para IBM. Durante ese año, a Baer le encargaron el objetivo de “construir la mejor televisión del mundo”, y él sugirió que esta televisión “perfecta” debía tener algún tipo de juego interactivo, como un elemento más para diferenciarse del resto de televisiones. Sin embargo su sugerencia no fue tenida en cuenta en aquel momento.
De 1952 a 1956, trabajó en Transitron, Inc., en la ciudad de Nueva York, como un jefe ingeniero y después como vicepresidente. Fundó su propia compañía antes de unirse a Sanders Associates en 1956, donde permaneció hasta jubilarse en el año de 1987.
Baer es conocido por haber dirigido el desarrollo de la Brown Box, la primera videoconsola de sobremesa y su trabajo pionero patentado en establecer los videojuegos. Desde 1983, se asoció con Bob Pelovitz de Soluciones de Tecnología de MicroPROS, y juntos han inventado y comercializado ideas de juguetes y juegos. En el año de 2006, Baer donó todos sus prototipos hardware y documentos a Smithsonian.
Baer era miembro del Instituto de Ingenieros Eléctricos y Electrónicos (IEEE).

## Inventos
Baer empezó el desarrollo del sistema de videoconsola "Brown Box" y varios prototipos en 1966 cuando trabajaba para el contratista de defensa Sanders Associates en Nashua, Nuevo Hampshire (después fue parte de BAE Systems). En un primer momento, Baer consiguió que le asignaran a un ayudante, Bob Tremblay, y le permitieran utilizar una sala vacía y material de la empresa. En tan sólo un año ya tenía preparado un primer prototipo que llamó “TV Game #1”, que sin ser aún jugable le permitió obtener los fondos necesarios y la ayuda de otro ingeniero más, Bill Harrison. Junto con la ayuda puntual de un tercer ingeniero llamado Bill Rusch, trabajaron en este primer prototipo de consola de Baer y en varios juegos interactivos: un juego en el que dos cuadrados blancos se perseguían el uno al otro sobre un fondo negro, un juego de tenis e incluso una pistola de juguete modificada y que podía reconocer manchas en la pantalla.
Con la dirección de Sanders convencida de la viabilidad del proyecto, más fondos y más ayuda, Baer y su equipo lograron en enero de 1969 presentar su séptimo prototipo al que llamaron “la Caja Marrón (Brown Box)”, debido a la cubierta de madera que protegía la circuitería y los mandos de los jugadores. Comenzaron entonces a mostrar este prototipo a diferentes fabricantes de TV, y aunque RCA se interesó en un primer momento finalmente no se llegó a ningún acuerdo. 
Fue en enero de 1971 cuando finalmente alcanzaron un acuerdo con Magnavox, y tras cambiar el nombre de la consola a Magnavox Odyssey, esta fue lanzada al público un año después. Por un tiempo fue la línea más rentable de Sanders, a pesar de que muchas personas de la empresa menospreciaron el desarrollo del juego.
Baer creó la primera pistola de luz para uso doméstico en televisión, siendo vendida con un paquete de expansión del juego para el Odyssey, conjuntamente conocido como la Galería de tiro. La misma pistola de luz fue el primer periférico de una videoconsola.
Otro invento suyo es Simón, un juego electrónico de patrones que fue muy popular en los últimos años de la década de 1970 y principios de la de 1980.
También fue el primero en proponer en 1983 la utilización de cámaras digitales en el frontal de las máquinas arcade, de forma que aquellos jugadores que batieran un récord pudieran realizar una fotografía que saldría junto a su puntuación en la tabla de récords. Bally-Midway realizó unos primeros prototipos con su título "Journey", pero finalmente se desestimó su utilización, cuando comprobaron que algunos jugadores fotografiaban sus partes en lugar de su cara, con la consiguiente alteración del orden público.